# Жмакин, Фёдор Григорьевич
Фёдор Григорьевич Жмакин (16 февраля 1930, деревня Козловка, Инсарский район, Мордовская АССР — 26 августа 2020, Самара, Россия) — советский, российский рабочий ракетно-космической отрасли, токарь завода «Прогресс» в Самаре, Герой Социалистического Труда (1974).

## Биография
Родился Фёдор Григорьевич 16 февраля 1930 года в деревне Козловка в Мордовии. В детстве жил в Оренбургской области, затем в Бугуруслане. Когда началась Великая Отечественная война отец ушёл на фронт, мама осталась одна с младшими братьями. Фёдор Жмакин был старшим из братьев и старался во всём помогать матери, решил идти работать. В 1944 году он стал учеником токаря в строительно-монтажной конторе в Бугуруслане, затем Фёдор Григорьевич стал токарем шестого разряда. В 1951 году был призван в Советскую армию, служил в городе Москве в Внутренних войсках МВД СССР. В армии был токарем в мастерских автопарка воинской части. В 1955 году Фёдор Григорьевич уволился в запас. После увольнения из армии с 1955 года более 50 лет работал токарем на
государственном авиационном заводе № 1 в городе Куйбышеве (АО "РКЦ «Прогресс»).
Фёдор Григорьевич без отрыва от производства окончил школу рабочей молодёжи, в 1970 году — Куйбышевский вечерний авиационный техникум. Будучи специалистом высокого уровня, он изготавливал сложные детали для ракетно-космической техники, включая ракету-носитель для первого искусственного спутника Земли.
В 1973 году досрочно выполнил личные социалистические обязательства и плановые производственные задания. Указом Президиума Верховного Совета СССР (с грифом «не подлежит опубликованию») от 16 января 1974 года «за выдающиеся успехи в выполнении и перевыполнении планов 1973 года и принятых социалистических обязательств» удостоен звания Героя Социалистического Труда с вручением ордена Ленина и золотой медали Серп и Молот.
Фёдор Григорьевич является автором рационализаторских предложений, он был не раз удостоен звания «Победитель социалистического соревнования», награждён орденами и медалями.
С 2007 года Ф. Г. Жмакин — на пенсии, проживал в Самаре. Умер 26 августа 2020 года на 91-м году жизни.

## Награды
- медаль «Серп и Молот» (1974)
- орден Ленина (1974)
- орден Трудового Красного Знамени (1971)
- медали
- почётный знак Трудовой Славы (Самарская область, 24 апреля 2015) — за самоотверженный высокопроизводительный долголетний труд, активное участие в освоении и использовании новой техники и новых технологий, успехи в обучении и воспитании молодых рабочих
- почётный знак «За труд во благо земли Самарской» (2020)